# Нікопольсько-Криворізька операція (1944)
Нікопольсько-Криворізька операція (30 січня — 29 лютого 1944) — наступальна операція військ 3-го Українського фронту (командувач — генерал армії Родіон Малиновський) та 4-го Українського фронту (командувач — генерал армії Федір Толбухін) в районі Нікополя й Апостолового із розгрому 6-ї німецької армії і ліквідації німецького плацдарму на лівому березі Дніпра.
30 січня 1944 року розпочався Наступ радянських військ в умовах бездоріжжя, викликаного раптовою відлигою і дощами. Переборюючи жорстокий опір ворога, війська фронтів прорвали багатотраншейну укріплену оборону противника на північному сході від Кривого Рогу і на півночі від Нікополя, 5 лютого  оволоділи важливим залізничним вузлом Апостолове, 8 лютого 1944 року — містом Нікополем. Навально просуваючись вперед, радянські війська до 16 лютого вийшли до річки Інгулець, а 22 лютого 1944 року звільнили від німецько-фашистських окупантів значний промисловий центр України — місто Кривий Ріг, з розгромом 6-ї німецької армії, що мала 20 посилених дивізій, і ліквідацією оперативного плацдарму на лівому березі Дніпра було зірвано плани гітлерівського командування, яке хотіло завдати удару у напрямку Мелітополя, тобто в тил радянським військам, які готувалися до операції з вигнання нацистських окупантів з Криму, а також було створено вигідні умови для наступальних операцій із звільнення Правобережної України.